# Insomnia (canción)
«Insomnia» es una canción del grupo musical británico Faithless. Lanzado como el segundo sencillo de la banda, se convirtió en uno de los más exitosos. Fue lanzado originalmente en 1995 y alcanzó el número 27 en la lista UK Singles Chart, encabezando la lista UK Dance Chart en el proceso. Cuando se relanzó en octubre de 1996, la canción alcanzó un nuevo pico de número tres en el Reino Unido y encabezó las listas de Finlandia, Noruega y Suiza, así como las listas de baile de Estados Unidos y Canadá. También apareció en el álbum debut de Faithless de 1996, Reverence.
«Insomnia» fue votado por los lectores de Mixmag como la quinta mejor canción de baile de todos los tiempos en 2013. Fue certificado doble platino por la Industria Fonográfica Británica (BPI) en 2019.

## Letra y composición
La canción presenta a Maxi Jazz rapeando desde el punto de vista de un insomne mientras lucha por dormir («I toss and I turn without cease, like a curse, open my eyes and rise like yeast/At least a couple of weeks since I last slept, kept takin' sleepers, but now I keep myself pepped»). El tema resuena entre los fanáticos de la música dance, ya que el uso de estimulantes es común en la cultura club/rave, y el insomnio es un efecto secundario común: en una entrevista de 2020, Jazz reconoció cómo tocó la fibra sensible de los clubbers: «De repente, la canción era tocada para multitudes que posiblemente habían tomado 50 libras de drogas de alta potencia y no estaban pensando en dormir durante días... Si tuviera una libra por cada vez que alguien dice: 'No puedo dormir', estaría viviendo en la estación espacial». El insomne también es bastante indigente («Make my way to the refrigeratos/One dry potato inside, no lie, no even bread, jam, when the light above my head went bam...»). Según Maxi, pasó 20 minutos escribiendo la letra después de que Rollo Armstrong le diera el título de la canción, antes de terminarla en el estudio la noche siguiente y poner la voz en unos 25 minutos. Aunque no sufría de insomnio, Maxi se basó en su experiencia personal para la letra: recientemente había sufrido un doloroso flemón dental que lo mantenía despierto por la noche. Las líneas sobre la luz que se apaga y la toma de un bolígrafo en la oscuridad se basaron en el medidor de electricidad prepago en su casa, que se cortaba cuando se acababa el crédito, lo que lo obligaba a escribir a la luz de las velas.
Según Sister Bliss, la música de la pista fue escrita en el estudio de grabación de su compañero de banda Rollo, ubicado en un cobertizo del jardín: se le ocurrió el título de la canción porque no podía dormir, describiendo la experiencia de trabajar en el estudio durante el día y pinchar en noche como «como tener un desfase horario permanente». Ella ha declarado que la línea de bajo con inflexión reggae de la canción fue influenciada por Lionrock, mientras que colocar el riff principal del teclado hacia el final de la canción «fue una idea que obtuvimos de la forma en que Underworld generaba tensión: solo esperar, esperar, esperar entonces - ¡bang!». Sister Bliss escribió el riff después de que Rollo le pidiera que «hiciera cuerdas grandes», tomando prestada la idea de pasar de un acorde mayor a un acorde menor de «I Feel Love» de Donna Summer.

## Lanzamiento
La versión de álbum tiene una duración de casi nueve minutos y contiene algunas letras que no se pueden transmitir en la edición de radio debido a su contenido explícito. Maxi Jazz cambió la línea de apertura de «I only smoke weed when I need to» a «Deep in the bosom of the gentle night» debido a la presión de MTV. También contiene algunas campanas que repican al comienzo de la canción (muestra de un disco de archivo de sonido de la BBC) que generalmente no son conocidas por el público que va a los clubes, ya que muchas personas conocen «Monster Mix» o «Monster Mix Radio Edit». El comienzo de la versión de álbum de la canción también presenta una muestra de «Novelty Waves» de Biosphere (1994). «Monster Mix» fue la mezcla que aparece en el álbum de grandes éxitos del grupo, Forever Faithless, siendo la edición original obra de Bill Padley de Radio Victory. Esta edición fue recogida por BBC Radio 1 y se convirtió en un pequeño éxito en el Top 40 del Reino Unido, con la grabación del sello Cheeky con licencia a través de Champion Records en ese momento. Después de que la canción ganara popularidad en Europa continental, Pete Tong hizo campaña para un relanzamiento: Cheeky/Champion decidió retrasar la reedición para que llegara a las tiendas el mismo día que «Say You'll Be There» de Spice Girls, por lo que se colocaría en bastidores a su lado. La canción pasó a encabezar la lista Dance Club Songs. «Moody Mix» que aparece en algunos de los sencillos también estuvo en el lanzamiento de Reverence/Irreverence.

## Recepción
Justin Chadwick de Albumism describió la canción como una «oda frenética pero melódica a la inquietud nocturna y los ensueños privados de sueño», y la agregó como «fenomenal». Larry Flick de Billboard escribió: «Este sencillo sirve como un buen vistazo al proyecto, brindando a los oyentes una muestra de ritmos de baile urgentes, una melodía pop compleja e infecciosa y voces que están muy por encima de los típicos vampiros que se escuchan en discos originados en clubes». Complex dijo que «Insomnia» de Faithless «habló con varios ravers que vivían para la noche/el fin de semana y, lamentablemente, las drogas que los mantenían de fiesta hasta el amanecer (y más allá). El insomnio era y es real para el raver masivo, y Faithless trajo esas vibraciones a la canción a la perfección». Gerry Kiernan comentó sobre la canción en el libro de 2010 1001 Songs You Must Hear Before You Die, «Desatado en una era de edificante 'diva house', 'Insomnia' se deslizó con sigilo nocturno a través de la cultura rave en las habitaciones suburbanas. Como sugiere su título, este himno climático de baile con las manos en el aire no era uno para poner antes de acostarse». Tim Jeffery de RM Dance Update de Music Week lo calificó con cuatro de cinco y escribió: «Siguiendo mucho el estilo de su predecesor con todos los sellos distintivos de la producción de Rollo, incluidos los riffs de órgano y sintetizador penetrantes y una línea de bajo animada. Al igual que con el debut, también está la sección de media velocidad en el medio para incorporar el rap y las voces que no son tan instantáneas como 'Salva Mea' pero crecen en ti. Con la fórmula ya establecida, a esta le puede ir mejor comercialmente». Ben Turner de Muzik señaló que «tiene alma, gracia, emoción y un lado claramente oscuro y melancólico. Happy House nunca ha sido desafiada de esta manera».

## Desempeño en listas musicales
«Insomnia» tuvo mucho éxito en las listas de varios continentes, convirtiéndose en uno de los mayores éxitos del grupo hasta la fecha. En Europa, alcanzó el número uno en Finlandia, Noruega y Suiza. Además, logró subir al top 10 también en Austria, Bélgica (número 2), Dinamarca, Francia, Alemania (número 2), Islandia, Irlanda, Escocia, Suecia y Reino Unido, así como en Eurochart Hot 100, donde alcanzó el número 3. En el Reino Unido, «Insomnia» también alcanzó el puesto número 3 en su segunda carrera en la lista UK Singles Chart el 20 de octubre de 1996. Pero en UK Dance Chart, fue un éxito aún mayor, alcanzando el número uno. Fuera de Europa, el sencillo alcanzó el primer lugar en RPM Dance Chart en Canadá y Billboard Dance Club Songs en los Estados Unidos. En Billboard Hot 100, llegó al número 62. En Oceanía, alcanzó el puesto 16 en Australia y el 39 en Nueva Zelanda. La canción obtuvo un disco de oro en Australia, Bélgica, Francia y Suiza, un disco de platino en Alemania y Noruega y un disco de platino dos veces en el Reino Unido, con una venta de 1.200.000 unidades.

## Video musical
Se hizo un videoclip para acompañar la canción. Fue dirigido por la directora británica Lindy Heymann. El video se subió a YouTube en julio de 2015 y, hasta junio de 2022, tiene más de 100 millones de visitas.

## Impacto y legado
DJ Magazine lo clasificó en el puesto 14 en su lista de «Top 100 Club Tunes» en 1998.
MTV Dance ubicó a «Insomnia» en el puesto 22 de su lista de «Los 100 himnos de baile más grandes de todos los tiempos de los 90» en noviembre de 2011.
Fue votado por los lectores de Mixmag como la quinta «Mejor canción de baile de todos los tiempos» en 2013.

## Lista de canciones
| CD 1 (Reino Unido) |                                  |          |  |
| N.º                | Título                           | Duración |  |
| 1.                 | «Insomnia» (Monster Radio Edit)  | 3:34     |  |
| 2.                 | «Insomnia» (Original Radio Edit) | 3:36     |  |
| 3.                 | «Insomnia» (Monster Mix)         | 8:38     |  |
| 4.                 | «Insomnia» (Moody Mix)           | 10:40    |  |
| 5.                 | «Insomnia» (Tuff Mix)            | 7:18     |  |

| Europa |                                 |          |  |
| N.º    | Título                          | Duración |  |
| 1.     | «Insomnia» (CEC Edit)           | 4:37     |  |
| 2.     | «Insomnia» (Monster Radio Edit) | 3:33     |  |
| 3.     | «Insomnia» (Original Mix)       | 10:55    |  |
| 4.     | «Insomnia» (Monster Mix)        | 8:38     |  |
| 5.     | «Insomnia» (Moody Mix)          | 10:42    |  |
| 6.     | «Insomnia» (Tuff Mix)           | 7:19     |  |

| Escandinavia |                                  |          |  |
| N.º          | Título                           | Duración |  |
| 1.           | «Insomnia» (Monster Radio Edit)  | 3:36     |  |
| 2.           | «Insomnia» (Original Radio Edit) | 3:38     |  |
| 3.           | «Insomnia» (Monster Mix)         | 8:41     |  |
| 4.           | «Insomnia» (Moody Mix)           | 10:45    |  |
| 5.           | «Insomnia» (Tuff Mix)            | 7:18     |  |

| Italia |                                  |          |  |
| N.º    | Título                           | Duración |  |
| 1.     | «Insomnia» (Monster Radio Edit)  | 3:34     |  |
| 2.     | «Insomnia» (Original Radio Edit) | 3:36     |  |
| 3.     | «Insomnia» (Monster Mix)         | 8:38     |  |
| 4.     | «Insomnia» (Moody Mix)           | 10:40    |  |
| 5.     | «Insomnia» (Tuff Mix)            | 7:18     |  |

| CD 2 (Reino Unido) |                                 |          |  |
| N.º                | Título                          | Duración |  |
| 1.                 | «Insomnia» (CEC Radio Mix)      | 3:53     |  |
| 2.                 | «Insomnia» (96 Remix)           | 7:16     |  |
| 3.                 | «Insomnia» (DJ Quicksilver Mix) | 7:58     |  |
| 4.                 | «Insomnia» (De Donatis Mix)     | 7:38     |  |

| Europa |                                  |          |  |
| N.º    | Título                           | Duración |  |
| 1.     | «Insomnia» (CEC Radio Mix)       | 3:53     |  |
| 2.     | «Insomnia» (Original Radio Edit) | 3:37     |  |
| 3.     | «Insomnia» (96 Remix)            | 7:16     |  |
| 4.     | «Insomnia» (DJ Quicksilver Mix)  | 7:58     |  |
| 5.     | «Insomnia» (De Donatis Mix)      | 7:38     |  |
| 6.     | «Insomnia» (Monster Mix)         | 8:35     |  |

| Estados Unidos 1 |                                             |          |  |
| N.º              | Título                                      | Duración |  |
| 1.               | «Insomnia» (Monster Mix Radio Edit)         | 3:33     |  |
| 2.               | «Insomnia» (Armand's European Vacation Mix) | 7:56     |  |
| 3.               | «Insomnia» (Monster Mix)                    | 8:34     |  |
| 4.               | «Insomnia» (Armand's Mission to Mars Mix)   | 8:49     |  |
| 5.               | «Insomnia» (De Donatis Mix)                 | 7:35     |  |
| 6.               | «Insomnia» (CEC Radio Mix)                  | 3:51     |  |

| Estados Unidos 2 |                                       |          |  |
| N.º              | Título                                | Duración |  |
| 1.               | «Insomnia» (Monster Mix Radio Edit)   | 3:33     |  |
| 2.               | «Insomnia» (Álbum Version)            | 8:43     |  |
| 3.               | «Insomnia» (De Donatis Mix)           | 7:23     |  |
| 4.               | «Insomnia» (Tamsin's Drum & Bass Mix) | 5:20     |  |
| 5.               | «Don't Leave» (Floating Bass Mix)     | 5:53     |  |

## Posicionamiento en listas
| Lista (1995-1997)                      | Mejor posición |
| -------------------------------------- | -------------- |
| Australia (ARIA)                       | 16             |
| Austria (Ö3 Austria Top 40)            | 5              |
| Bélgica (Flandes) (Ultratop 50)        | 2              |
| Bélgica (Valonia) (Ultratop 50)        | 6              |
| Canadá (Nielsen SoundScan)             | 6              |
| Dinamarca (Tracklisten)                | 3              |
| Unión Europea (Eurochart Hot 100)      | 3              |
| Finlandia (OFC)                        | 1              |
| Francia (SNEP)                         | 7              |
| Alemania (Offizielle Deutsche Charts)  | 2              |
| Islandia (Íslenski Listinn Topp 40)    | 4              |
| Irlanda (IRMA)                         | 3              |
| Italia (Musica e dischi)               | 18             |
| Países Bajos (Dutch Top 40)            | 12             |
| Países Bajos (Mega Single Top 100)     | 13             |
| Nueva Zelanda (Recorded Music NZ)      | 39             |
| Noruega (VG-lista)                     | 1              |
| Escocia (Scottish Singles Sales Chart) | 5              |
| Suecia (Sverigetopplistan)             | 4              |
| Suecia (Swedish Dance Chart)           | 1              |
| Suiza (Schweizer Hitparade)            | 1              |
| Reino Unido (UK Singles Chart)         | 3              |
| Reino Unido (UK Dance Chart)           | 1              |
| Estados Unidos (Billboard Hot 100)     | 62             |
| Estados Unidos (Hot Dance Club Songs)  | 1              |

| Lista (2005)         | Mejor posición |
| -------------------- | -------------- |
| Grecia (IFPI)        | 17             |
| Ireland Dance (IRMA) | 3              |

| Lista (2006)  | Mejor posición |
| ------------- | -------------- |
| Grecia (IFPI) | 28             |

| Lista(2021)             | Mejor posición |
| ----------------------- | -------------- |
| Hungría (Single Top 40) | 31             |

| Lista (1996)                        | Posición |
| ----------------------------------- | -------- |
| Austria (Ö3 Austria Top 40)         | 21       |
| Bélgica (Ultratop 50 Flanders)      | 38       |
| Bélgica (Ultratop 50 Wallonia)      | 75       |
| Unión Europea (Eurochart Hot 100)   | 12       |
| Alemania (Official German Charts)   | 4        |
| Islandia (Íslenski Listinn Topp 40) | 71       |
| Países Bajos (Dutch Top 40)         | 59       |
| Países Bajos (Single Top 100)       | 59       |
| Suecia (Sverigetopplistan)          | 29       |
| Suecia (Swedish Dance Chart)        | 4        |
| Suiza (Schweizer Hitparade)         | 2        |
| UK Singles (OCC)                    | 44       |

| Lista (1997)                      | Posición |
| --------------------------------- | -------- |
| Australia (ARIA)                  | 87       |
| Canada Dance/Urban (RPM)          | 4        |
| Unión Europea (Eurochart Hot 100) | 76       |
| Francia (SNEP)                    | 61       |

## Certificaciones
| País        | Certificación | Ventas    |
| ----------- | ------------- | --------- |
| Australia   | Oro           | 35 000    |
| Bélgica     | Oro           | 25 000    |
| Francia     | Oro           | 250 000   |
| Alemania    | Platino       | 500 000   |
| Noruega     | Platino       |           |
| Suiza       | Oro           | 25 000    |
| Reino Unido | Platino       | 1 200 000 |

## Historial de lanzamientos
| País           | Fecha                   | Formato(s)        | Sello discográfico | Ref.   |
| -------------- | ----------------------- | ----------------- | ------------------ | ------ |
| Reino Unido    | 27 de noviembre de 1995 | 12", CD, cassette | Cheeky             | [ 1 ]  |
| Reino Unido    | 14 de octubre de 1996   | CD, cassette      | Cheeky             | [ 62 ] |
| Estados Unidos | 25 de febrero de 1997   | Radio             | Arista             | [ 63 ] |
| Reino Unido    | 5 de septiembre de 2005 | CD                | Cheeky             | [ 64 ] |

## Mixde 2005
«Insomnia» fue remezclado y relanzado en 2005 después del reingreso del sencillo de 1996 en la lista de singles del Reino Unido en el número 48. Esto se debió en parte a que Faithless lanzó su álbum de grandes éxitos. La remezcla no se usó en los grandes éxitos, siendo «Monster Mix» la versión que apareció en el álbum. La versión remezclada alcanzó el puesto 17 en la lista de sencillos del Reino Unido.

### Lista de canciones
| CD1 |                                                        |          |  |
| N.º | Título                                                 | Duración |  |
| 1.  | «Insomnia» (Blissy vs. Armand Van Helden 2005 Re-Work) | 3:22     |  |
| 2.  | «Insomnia» (Monster Mix Radio Edit)                    | 3:36     |  |

| CD2 |                                                        |          |  |
| N.º | Título                                                 | Duración |  |
| 1.  | «Insomnia» (Blissy vs. Armand Van Helden 2005 Re-Work) | 3:22     |  |
| 2.  | «Insomnia» (Sasha B.A Remix)                           | 9:52     |  |
| 3.  | «Insomnia» (Armand's European Vacation Mix)            | 8:03     |  |
| 4.  | «Insomnia» (Monster Mix)                               | 8:35     |  |

## Versión 2.0 de Avicii
En 2015, el DJ y productor discográfico sueco Avicii lanzó un remix titulado «Insomnia 2.0 (Avicii Remix)». La pista fue lanzada el 24 de julio de 2015 y llegó a las listas alemanas. También apareció en el lanzamiento de Faithless 2.0 en los formatos de remix extendido de Avicii y remix de salida de radio (así como en «Monster Mix» de 1995). «Insomnia 2.0» también llegó al número uno en la lista US Dance Chart.

## Versión de Mike Candys y Jack Holiday
En 2009, los disc-jockeys suizos Mike Candys y Jack Holiday grabaron un remix de la canción. Fue lanzado en septiembre de 2009 como su sencillo debut y llegó a las listas de toda Europa.

### Lista de canciones
| Maxi CD (Europa) |                                         |          |  |
| N.º              | Título                                  | Duración |  |
| 1.               | «Insomnia» (Radio Edit)                 | 3:31     |  |
| 2.               | «Insomnia» (Chris Crime Infinity Remix) | 4:41     |  |
| 3.               | «Insomnia» (Christopher S. Remix)       | 4:39     |  |

### Posicionamiento en listas
| Lista (2009-12)                       | Mejor posición |
| ------------------------------------- | -------------- |
| Austria (Ö3 Austria Top 40)           | 41             |
| Bélgica (Flandes) (Ultratop 50)       | 9              |
| Bélgica (Valonia) (Ultratop 50)       | 16             |
| Dinamarca (Tracklisten)               | 2              |
| Francia (SNEP)                        | 15             |
| Alemania (Offizielle Deutsche Charts) | 44             |
| Luxemburgo (Billboard)                | 5              |
| Países Bajos (Mega Single Top 100)    | 30             |
| Suiza (Schweizer Hitparade)           | 34             |

## Versión de Maceo Plex
En 2021, el DJ cubano-estadounidense Maceo Plex lanzó un remix de la canción.